# Idaea alyssata
Idaea alyssata är en fjärilsart som beskrevs av Hans Zerny 1927. Idaea alyssata ingår i släktet Idaea och familjen mätare. Inga underarter finns listade i Catalogue of Life.